# دمية جورب
لسياسة ويكيبيديا، انظر ويكيبيديا:دمية جورب.

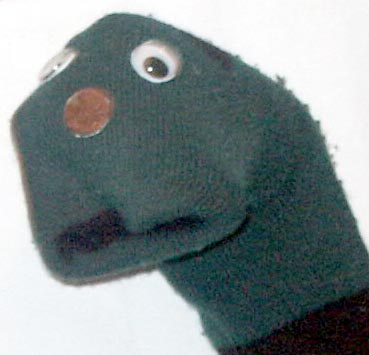

دمية الجورب أو الدمية القفازية هي دمية مصنوعة من جورب تُلبس في يد لاعب دمية الجورب. تصنع الدمية من فردة الجورب حيث تفتح فتحة في الجزء الذي يغطي أصابع القدم لتمثل فم الدمية وتضاف قطعة منثنية من جلد أو ورق مقوى أو قماش سميك مثبت عليها لسان الدمية وتخاط بالفتحة التي فتحت بالجورب، كما تضاف ازرار تمثل العينين ويمكن الاستعاضة عن الأزرار بقطع دائرية من الكارتون مرسوم عليها بؤبؤ العين، كما يمكن إضافة زر ليمثل أنف الدمية وفي الغالب تمثل الدمية رأس وعنق أحد الحيوانات وبذلك تكتمل الدمية وتصبح جاهزة للاستخدام بإدخال يد محرك الدمية فيها واضعا أربعة أصابع في الفك العلوي (الخنصر، البنصر، الوسطى، والسبابة)، أما الإبهام فيوضع في الفك السفلي للدمية.
هي نوع من أنواع الدمى الاستعراضية أي التي تستخدم في العرض المسرحي أو التلفزيوني أو السينمائي وتسمى القفازية نسبة لطريقة ارتدائها كقفاز اليد. وهناك أكثر من طريقة لتحريك الدمية القفازية: الأولى أن تكون إصبع السبابة هي لتحريك الرأس، والوسطى والإبهام لتحريك ذراعي الدمية؛ والثانية وهي الأفضل أن تحرك السبابة الرأس، والخنصر والإبهام لتحريك الذراعين؛ والثالثة هي إدخال 3أصابع في رأس الدمية لتحريكه(وهي: السبابة والوسطى والبنصر)، والخنصر والإبهام لتحريك الذراعين. ويمكن لرأس الدمية أن يصنع من الخزف أو الخشب أو القماش أو الفرو أو الجبس. ويمكن أن تمثل الدمية إنسانا أو حيوانا أو جمادا أو شخصية خيالية؛ والأطفال قبل المرحلة الابتدائية يفضلون الشخصيات الحيوانية.